# Stelio Candelli
Stelio Candelli (* 28. März 1931 in Triest) ist ein italienischer Schauspieler.

## Leben
Candelli, Sohn von Staatsbediensteten, besuchte ab 1954 die Accademia d’Arte Drammatica und erhielt nach deren Verlassen 1957 seine erste Filmrolle in Sigfrido. Vor allem in den 1970er und 1980er Jahren war er in zahlreichen Genrefilmen, auf Grund seines kantigen, hochgewachsenen Äußeren oftmals in Schurkenrollen, zu sehen. Zudem war er ab 1960 auch auf der Bühne aktiv. Zwischen 1974 und 1976 unternahm er auch eine Tournee mit Lydia Alfonsi. Von 1966 bis 1968 drehte er für die BBC die Fernsehserie Vendetta.
Candelli benutzte unter anderem auch Pseudonyme wie Stanley Kent oder Steve Elliott.

## Filmografie (Auswahl)
- 1958: Siegfried – Die Sage der Nibelungen (Sigfrido)
- 1959: Die Folterknechte von Rocco Nera (L'arciere nero)
- 1959: Die Liebesnächte der Lucrezia Borgia (Le notti di Lucrezia Borgia)
- 1959: Tina räumt auf (La sceriffa)
- 1964: Die siegreichen Zehn (Il trionfo dei dieci gladiatori)
- 1965: Jetzt sprechen die Pistolen (¿Por qué seguir matando?)
- 1965: Der letzte Mohikaner
- 1965: Planet der Vampire (Terrore nello spazio)
- 1966: Goldsnake – Das Geheimnis des goldenen Schlange (Goldsnake anonima killers)
- 1970: Spiel dein Spiel und töte, Joe (Un uomo chiamato Apocalisse Joe)
- 1971: Ein Fressen für Django (W Django!)
- 1971: Zeig mir das Spielzeug des Todes (Il giorno del giudizio)
- 1972: Ein Hosianna für zwei Halunken (Trinità e Sartana figli di…)
- 1972: 100 Fäuste und ein Vaterunser (Alleluja e Sartana, figli di… Dio)
- 1972: Inferno unter heißer Sonne (Al tropico del cancro)
- 1972: Providenza! – Mausefalle für zwei schräge Vögel (La vita a volte è molto dura, vero Provvidenza?)
- 1973: Die ehrenwerte Familie (L’onorata famiglia, uccidere è cosa nostra)
- 1973: Die gnadenlose Hand des Gesetzes (La mano spietata della legge)
- 1974: Die heiße Nacht der Killer (La ultima cena de Satana)
- 1976: Cop Hunter (Italia a mano armata)
- 1977: Yeti – Der Schneemensch kommt (Yeti: il gigante del XX secolo)
- 1978: Simon Templar – Ein Gentleman mit Heiligenschein: Tödliche Verstrickungen (Return of the Saint: Vicious Circle) (Fernsehserie, 1 Folge)
- 1979: Das Foltercamp der Liebeshexen (Orinoco prigioniere del sesso)
- 1979: Nur drei kamen durch (Contro 4 bandiere)
- 1980: Noch ein Käfig voller Narren (La cage aux folles II)
- 1983: Herkules (Hercules)
- 1983: Im Wendekreis des Kreuzes (The Scarlet and the Black) (Fernsehfilm)
- 1984: Rush II – Final Game (Rage (Fuore incrociato))
- 1985: Afghanistan Connection (I giorni dell'inferno)
- 1985: Dämonen 2 (Dèmoni)
- 1988: Blaues Blut: Dunkle Pfade (Fernsehserie, 1 Folge)
- 1988: Shark – Stunde der Entscheidung (La notte degli squali)
- 1992: Hornsby e Rodriguez sfida criminale